# Tortyra malacozona
Tortyra malacozona là một loài bướm đêm thuộc họ Choreutidae. Nó được tìm thấy ở Peru và Costa Rica.